# Drammaturgia
La drammaturgia è l'arte di scrivere drammi. Con lo stesso termine viene identificata anche la produzione letteraria e la poetica teatrale di un determinato drammaturgo, ovvero colui che scrive testi per il teatro. Questi testi compongono la letteratura teatrale.

## Etimologia
Il termine drammaturgia deriva dalla parola drammaturgo, che in greco antico si compone delle parole "agire" e "opera". Seguendo il significato originario del termine, la parola drammaturgia ha assunto un significato più ampio dell'originale, non limitandosi unicamente ad indicare l'atto dello scrivere per il teatro identificabile con un testo teatrale come prodotto, ma anche la serie di connessioni interne che esistono tra i diversi elementi che compongono lo spettacolo. Per questa ragione, non è sbagliato parlare di drammaturgia musicale o drammaturgia dell'attore, riferendosi alla scrittura per la scena di entrambe le componenti. In questo caso, per identificare l'esecutore di una drammaturgia, anziché di drammaturgo si parla di dramaturg o dramaturg di scena.

## Storia
La drammaturgia di scena ovvero il lavoro svolto da un dramaturg è un termine che è stato usato per la prima volta dallo scrittore, drammaturgo e filosofo Gotthold Ephraim Lessing, che nel suo saggio Hamburgische Dramaturgie (it. La drammaturgia di Amburgo) composto dalle critiche alle messinscene del Teatro Nazionale di Amburgo, teorizza una scrittura della e per la scena da non intendersi come mera raccolta di copioni da produrre, ma come modo per applicare e favorire la nascita di un'idea di teatro nazionale di derivazione anglosassone, libero dai vincoli dei canoni del teatro classico francese e che ampliasse i teoremi espressi da Aristotele nella sua Poetica.